# كهف أفلاطون
كهف أفلاطون أو أسطورة الكهف رمز ومثال فلسفي ضربه أفلاطون لإيضاح المعرفة والواقع وطبيعة الإنسان. يُستخدم هذا المثال لاستكشاف العلاقة بين الإدراك والوجود، حيث يفترض أن الناس محبوسة في سجن وهمي يعيشون فيه، لم يروا شيئًا خارجه؛ مما يؤدي إلى ضيق أفقهم وإدراكهم المحدود للحقيقة في إشارة إلى تأثير الجهل على معرفة الناس وإدراكهم؛ ويبرز أهمية التربية والفكر النقدي في تحرير العقول من قيود الوهم. أصبح كهف أفلاطون موضوعًا محوريًا في الفلسفة، بسبب انعكاسه على مجالات متعددة مثل التعليم والتربية وفهم الحقيقة. المثال ذكره أفلاطون في الباب السابع من كتاب الجمهورية.

## وصف الكهف
في كهف أفلاطون، يُصوَّر الكهف كمكان مظلم ومغلق، يعيش فيه مجموعة من الأشخاص منذ ولادتهم، مُقيّدين في أماكنهم بحيث لا يمكنهم الحركة أو رؤية ما يحدث خارج الكهف. أمام أعينهم حائط صخري، وتوجد خلفهم نارٌ تُضيء المكان، حركة النار تعكس ظلالًا على الحائط الذي يواجههم. هؤلاء الأشخاص يراقبون هذه الظلال المنعكسة فقط، معتقدين أن هذه الظلال هي الحقيقة الوحيدة الموجودة.
يتمكن أحدهم من فك أغلاله ليرى النار ويخرج خارج الكهف ويرى الشمس ومشاهد الحياة خارج الكهف ليدرك أن الظلال التي كان يراها هو ورفاقه هي مجرد انعكاسات وليست هي الحقيقة ( وهذا رمز لرحلة الفيلسوف نحو معرفة الحقيقة وفهم الواقع) ثم يعود ليشرح الحقيقة التي اكتشفها لبقية المساجين؛ لكنهم يسخرون منه ويعتقدون بأنه فَقَدَ عقله؛ ويحاولون التخلص منه بسبب أفكاره الغريبة.

رسم توضيحي لكهف أفلاطون.

أراد أفلاطون في هذا الوصف الإشارة إلى أن الواقع والحقيقة قد يكونان أكثر تعقيدًا من التصورات السطحية التي نعيشها، مما يدعو للتفكير النقدي والتساؤل عن طبيعة المعرفة.

## رمزية المثال
يمثل كهف أفلاطون حالة الجهل والوهم، وكيف يتخيل الناس أن المعرفة تأتي من التجربة الحسية حيث يعتقد السجناء أن الظلال التي يرونها على الحائط هي الحقيقة الوحيدة. ترمز هذه الظلال إلى الأفكار والمعتقدات المُتَوَهمة التي تسيطر على عقول الناس بسبب ظروف البيئة التي حُبسوا فيها. خروج السجين من الكهف إلى العالم الخارجي يرمز إلى رحلة البحث عن المعرفة والحقيقة وفهم الواقع كما هو، مما يعكس أهمية الخروج من القيود الفكرية وضرورة التفكير النقدي والتعلم.
وكذا رجوع هذا السجين المتحرر الذي اكتشف الحقيقة ليشرحها لرفاقه هو إشارة إلى ضرورة عودة الفيلسوف إلى العالم المادي لتعليم الآخرين حتى لو قوبل بالرفض. وقد يشير المثال كذلك إلى أن عامة الناس تخاف من الحقيقة ولا تثق بالفلاسفة.
ويقول جميل صليبا أن المَثل:
وعلى هذا فإن الفيلسوف - حسب أفلاطون - هو الذي يرتقى بنفسه ويفكر في المُثُل الجوهرية التي تكمن وراء المظاهر الخارجية، ويعرف الحقيقة ويميز العَرَض من الجوهر.